# Marie Coignet
Marie Coignet, née le 9 décembre 1870 à Honfleur et morte le 17 janvier 1940 à Fontainebleau, est une peintre française.

## Biographie
Marie Coignet est la fille de Félix Arsène Gabriel Coignet et de Caroline Gavard.
Élève de Guillaume Fouace, elle expose au Salon à partir de 1895 et devient membre de la Société des artistes français.
Elle obtient une mention honorable et le prix Valérie-Havard en 1911, une médaille de 3e classe en 1912 et le prix Léonie-Dusseuil en 1920.
Elle meurt célibataire à l'âge de 69 ans à Fontainebleau.